# Shocks of Mighty 1969–1974
A Shocks of Mighty egy 1988-ban megjelent reggae válogatáslemez Lee Perrytől.

## Számok
1. The Upsetters – Pound Get a Blow
2. Milton Morris – No Bread and Butter
3. The Upsetters – The Tackro
4. Dave Barker – Shocks Of Mighty
5. Dave Barker – Set Me Free
6. The Upsetters – Dark Moon
7. The Classics – Civilization
8. The Upsetters – French Connection Chapter 2
9. Neville Grant – Black Man's Time
10. Leo Graham – Three Blind Mice
11. King Tubby & The Upsetters – Three Times Three
12. Bunny Clarke – Be Thankful
13. The Upsetters – Dubbing in the Back Seat
14. Jimmy Riley – Woman's Gotta Have It
15. The Upsetters – Gotta Have Dub
16. Bunny Clarke – Move Out of My Way
17. The Upsetters – Move Out Dub

## Zenészek
- basszusgitár – Aston „Family Man” Barrett, Jackie Jackson, Rad Bryan
- dob – Lloyd Adams
- gitár – Alva Lewis, Hucks Brown
- billentyű – Glen Adams
- orgona – Ansell Collins, Winston Wright
- producer – Lee Perry
- szaxofon – Tommy McCook
- harsona – Ron Wilson
- trombita – Bobby Ellis

## Külső hivatkozások
- https://web.archive.org/web/20080429192437/http://www.roots-archives.com/release/272